# Daniel Warou
Daniel Warou, född 1673 i Stockholm, död 23 november 1729 i Kremnitz, Ungern, var en svensk myntgravör.
Han var son till verkmästaren och myntsmeden Marcus Warou och Gusanna Wendel och gift första gången i Kremnitz 1707 med en okänd kvinna och andra gången från 1717 med Anna Maria Mittlin. Warou provtjänstgjorde som verkmästare vid myntverket i Stockholm 1690–1691. Han begärde förgäves 1691 om att få bli elev till Arvid Karlsteen men både han och riksbanken ansåg att Warou hade ett alltför egensinnigt lynne. Han var kvar i Stockholm 1692 men for 1693 till Danzig där han sökte anställning som myntgravör. I Danzig utförde han en medalj över kung Johan Sobieski. Redan 1694 var han åter i Stockholm för att försöka få utbildningshjälp men hans ansökan avslogs, efter ytterligare något år utomlands återvände han till Stockholm 1696 och försökte återigen bli antagen som elev till någon av myntverkets gravörer eller ett stipendium för studier utomlands men när detta avslogs lämnade han Sverige definitivt. 
I handlingarna återfinns han 1698 och är då anställd som myntgravör i Wien och året därpå anställdes han som huvudgravör i Kremnitz. Han erbjöds 1702 en gravörtjänst i Wien med bosättning där men med skyldighet att någon månad om året arbeta i Kremnitz. Han blev avlönad från båda orternas myntverk men fick själv svara för resekostnaderna mellan uppdragsorterna. Efter att Franz Rákóczis intagit Kremnitz 1703 blev han kvarhållen mot sin vilja och kom i Rákóczis tjänst och utförde för honom medaljer, sigill och mynt. Han lyckas fly till Wien 1707 och efter Rákóczis fall 1709 återvände han till staden där han fortsatte sitt arbete till 1711. 
Han återvände därefter periodvis regelbundet till Kremnitz för tillfälliga uppdrag och utnämndes till kejserlig medaljör i Wien 1712. Från omkring 1710 avlönades han med 600 gulden om året plus de arvoden han kunde inbringa på olika extrauppdrag bland annat var han anlitad i Frankfurt am Main 1711 för att utföra olika präglingar i samband med Karl VI:s kröning till kejsare. Hans medaljkonst uppvisar typiska barocka drag med de avbildade personernas rörelse i på-stället-vila pose med bröstbildernas breddning nertill på medaljrundeln. Även uppbyggnaden av hårsvall, textilfladder och ornamenten på kläder och rustningar är typiska barocka. 
Under Warous tid i Habsburgs tjänst ansvarade Carl Gustaf Heræus för den officiella medaljpräglingen. Heræus arbetade delvis efter franska förebilder och hur den Heræuska planeringen påverkat Warous konst i fråga om ämnesval, detaljutformning av frånsidor och eventuellt införande av standardmotiv för åtsidesporträtten är okänt. Förutom Warous konstnärliga verksamhet var han en mycket ansedd mynttekniker och hans far som var mycket framgångsrik inom detta område har troligen varit lärare för sin son i detta fack. Troligen kom han även i besittning av en del maskinell utrustning som fadern konstruerat som han medförde till Kremnitz och Wien. I Kremnitz fick han vid sidan om gravyrarbetet även arbeta med framställningen och ansvara för installationen av ett numismatiskt skruvverk.